# Tony Curtis
Bernard Schwartz, més conegut com a Tony Curtis (Nova York, 1925 - Las Vegas, 2010), fou un actor de cinema estatunidenc.
Fou un actor ineludible dels anys 50 i 60 que va entrar en la llegenda del cinema gràcies als seus papers a Xantatge a Broadway (Sweet Smell of Success), Els Víkings, Espàrtac i, sobretot, Ningú no és perfecte. Acostumat als papers de playboy en comèdies lleugeres, va saber tanmateix ensenyar que era capaç de sortir-se'n en un registre dramàtic, sobretot a The Boston Strangler. Era igualment conegut per a la seva participació en la sèrie de televisió The Persuaders! amb Roger Moore.
Retirat del cinema des dels anys 80 s'havia dedicat principalment a la pintura i a la fotografia. La seva filla Jamie Lee Curtis també és actriu de cinema.

## Biografia

### Joventut i començaments en el cinema
Bernard Schwartz va néixer el 3 de juny de 1925 al barri pobre del Bronx, de pares jueus hongaresos, que van emigrar a Nova York. Vivia en la misèria de la botiga de sastre del seu pare amb els seus dos germans (Julius i Robert), amb una mare esquizofrènica i dura: Quan era nen, la mamà em pegava i va ser molt agressiva i hostil. Un dels seus germans, Robert, va ser internat en una institució psiquiàtrica perquè el comportament de la seva mare el va tornar boig, i el segon, Julius, va ser atropellat i mort per un camió quan Tony tenia tretze anys. Tony Curtis va estar, d'altra banda, profundament marcat per aquest accident, ja que el seu germà va ser durant un temps el seu millor amic (i potser l'únic). Passà molt de temps al carrer i el resultat de les seves males companyies feu que fos detingut per la policia i l'ingressaren en un centre de reeducació. És on descobrí el teatre i el cinema, i les seves ganes de voler brillar-hi.
Durant la Segona Guerra Mundial serví en la Marina, a bord del submarí USS Proteus (AS-19). Assistí a la capitulació del Japó a la badia de Tòquio el 2 de setembre de 1945. Ferit durant la guerra, se li atorgà una beca que li permeté inscriure's en un curs d'art dramàtic a Nova York. Fou en el transcurs d'una obra teatral, Golden Boy, on va ser localitzat per un agent de la Universal, que el va fer signar un contracte de set anys. Arribà a Hollywood el 1948, amb 23 anys. De la seva pròpia confessió, s'interessava en aquesta època per les noies i els diners.

### Estrella internacional
Adoptà molt prompte el nom d'Anthony Curtis; després, el de Tony Curtis, i rodà un cert nombre de sèries B sense interès. Obtingué el seu primer paper important amb James Stewart a Winchester '73, i, el mateix any, seguí amb The Prince Who Was a Thief, de Rudolph Dominat, on el seu físic atlètic i la seva cara bronzejada li van permetre d'interpretar personatges "orientals", com en Houdini el gran mag o El fill d'Ali Baba. Es casà amb l'actriu Janet Leigh el 4 de juny de 1951. Van tenir dos fills: Kelly (1956) i Jamie (1958).
La seva primera gran pel·lícula és Trapeci, amb Burt Lancaster, el 1956, que rebé diversos premis. La seva actuació dramàtica no passà inadvertida. L'any següent, forma amb Lancaster un duo per a una pel·lícula frontissa en la seva carrera, Sweet Smell of Success, que el consagrà veritablement a Hollywood.

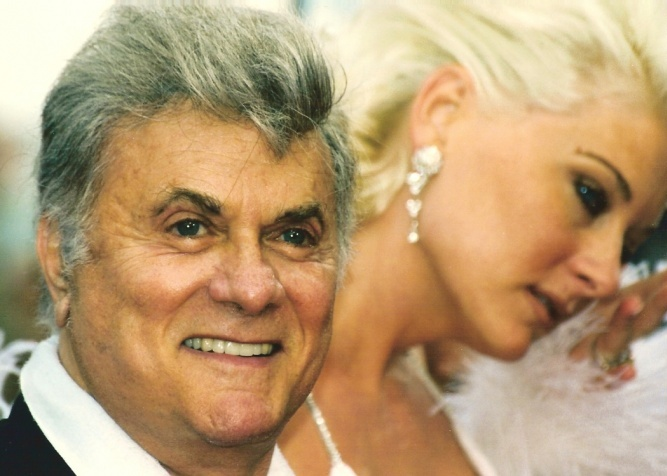
Tony Curtis, al Festival de Canes 1997.

La superestrella Kirk Douglas, productor i actor principal de la pel·lícula Els Víkings, el va comprometre, amb Janet Leigh, per interpretar Eric, l'esclau germanastre i enemic d'Einar (interpretat per Douglas). Aquest fresc històric va ser un immens èxit a tot el món. Sempre amb la seva dona, rodà sota la direcció de Blake Edwards The Perfect Furlough, una comèdia romàntica lleugera que el reafirmà als papers de seductor playboy. Fugitius, de Stanley Kramer, el mateix any, va ser igualment un gran èxit: va ser nominat per l'Oscar al millor actor, sense guanyar-lo.
Un altre amo de la comèdia, Billy Wilder, cridà a ell i a Jack Lemmon per actuar al costat de Marilyn Monroe en un clàssic del cinema Ningú no és perfecte, pel·lícula considerada per l'American Film Institute com la més gran comèdia de tots els temps. Associat amb la seva dona en una societat de producció, va produir i interpretar Who Was That Lady?. Insistint per tenir un paper en la nova superproducció de Kirk Douglas, aquest últim li va crear un paper a Espàrtac, el del poeta Antoninus. Va portar frescura a la pel·lícula Paris, When It Sizzles, amb Audrey Hepburn i William Holden, i, trobant Douglas i Lancaster, va participar en el naufragi comercial de la pel·lícula The List of Adrian Messenger, de John Huston. El 18 de juliol de 1962, es va divorciar de Janet Leigh.
Les pel·lícules següents no van marcar la memòria dels cinèfils: Sex and the Single Girl, amb Natalie Wood, o The Great Race constitueixen tanmateix diversions de qualitat. Va donar la rèplica a Jerry Lewis en Boeing Boeing el 1965 i va posar la seva veu a Roman Polanski pel seu Rosemary's Baby. Volent provar realment que era un actor dramàtic capaç, i no només un còmic bo per a les pel·lícules comercials, insistí per interpretar el paper principal de The Boston Strangler. Amb el suport del director Richard Fleischer i per un cachet ridícul, obtingué el paper i una nominació als Globus d'Or.

### Fi de carrera

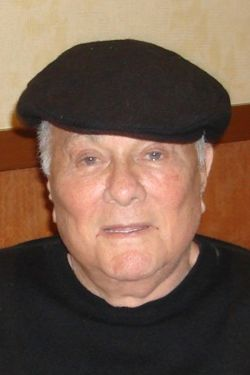
Tony Curtis, el 2009

Des de llavors, Tony Curtis es va girar cap a la televisió. El seu últim gran paper destacat en el cinema va ser el de Chester Schofield a Gonflés à bloc, de Ken Annakin, el 1969. Una segona carrera se li va obrir llavors, amb èxit, gràcies a la sèrie The Persuaders!, amb Roger Moore. Aparegué també en les sèries Mccoy i Vegas, així com en l'últim episodi de la cinquena temporada (24-25) dels experts de Las Vegas realitzat per Quentin Tarantino, on va fer una breu aparició.
Retirat del cinema i de la televisió, Tony Curtis va iniciar als anys 80 una carrera de pintor. Les seves teles valen ara prop de 25.000 dòlars i són exposades a la galeria Tony Vanderploeg, a Carmel, a Califòrnia. Té la seva estrella al Passeig de la Fama de Hollywood i ha estat fet cavaller de l'Ordre des Arts et des Lettres a França, el 1995.
Actor popular i internacionalment conegut, mai no va estar tanmateix premiat amb cap Globus d'Or, ni cap Oscar.

## Vida personal
Tony Curtis va estar casat sis vegades. La seva primera esposa, la més coneguda, era l'actriu Janet Leigh (1927-2004), amb qui va estar casat 11 anys, i amb qui va tenir dues filles: Jamie Lee Curtis i Kelly Curtis, totes dues actrius.
Va estar igualment casat amb:
- Jill Vandenberg Curtis (6 novembre de 1998 - 29 de setembre de 2010)[4]
- Lisa Deutsch (28 febrer de 1993-1994); divorciada
- Andrea Savio (1984-1992); divorciada
- Leslie Allen (20 abril 1968-1982); divorciada, dos fills
- Christine Kaufmann (8 febrer de 1963-1967); divorciada, dos fills

## Informació extra
- Va servir a la Marina dels Estats Units d'Amèrica entre 1942 i 1945, en un submarí.
- Curtis va militar amb l'actriu Bo Derek contra la matança de cavalls.
- El seu fill Nicholas va morir per una sobredosi d'heroïna el 1994.
- Va estar a punt de morir per una pneumònia el Nadal del 2006.
- Va canviar el seu nom per la forta pressió antisemita que hi havia a Amèrica.
- Tenia por de pujar als avions.

## Filmografia
- 1949: The Lady Gambles, de Michael Gordon
- 1949: Criss Cross, de Robert Siodmak
- 1950: Winchester '73, d'Anthony Mann
- 1951: The Prince Who Was a Thief, de Rudolph Maté
- 1953: El gran Houdini, de George Marshall
- 1953: Son of Ali Baba, de George Marshall
- 1953: Beachead, de Stuart Heisler
- 1954: The Black Shield of Falworth, de Rudolph Maté
- 1954: Johnny Dark, de George Sherman
- 1955: Six Bridges to Cross, de Joseph Pevney
- 1955: The Purple Mask, de H. Bruce Humberstone
- 1955: Aquells anys difícils (The Rawhide Years), de Rudolph Maté
- 1956: Trapezi (Trapeze), de Carol Reed
- 1957: Mister Cory, de Blake Edwards
- 1957: Xantatge a Broadway (Sweet Smell of Success) d'Alexander Mackendrick
- 1958: Els víkings (The Vikings), de Richard Fleischer
- 1958: Fugitius (The Defiant Ones), de Stanley Kramer
- 1958: Kings Go Forth, de Delmer Daves
- 1958: The Perfect Furlough, de Blake Edwards
- 1959: Ningú no és perfecte (Some Like It Hot), de Billy Wilder
- 1959: Operation Petticoat, de Blake Edwards
- 1960: Who Was That Lady?, de George Sidney
- 1960: Espàrtac (Spartacus), de Stanley Kubrick
- 1960: Pepe, de George Sidney (cameo)
- 1960: Perduts a la gran ciutat de Robert Mulligan
- 1961: The Great Impostor, de Robert Mulligan
- 1962: Taras Bulba, de J. Lee Thompson
- 1962: 40 Pounds of Trouble, de Norman Jewison
- 1963: The List of Adrian Messenger, de John Huston
- 1963: Captain Newman, M.D., de David Miller
- 1964: Goodbye Charlie, de Vincente Minnelli
- 1964: Sex and the Single Girl, de Richard Quine
- 1964: Salvatge i encantador (Wild and Wonderful), de Michael Anderson
- 1965: La gran cursa (The Great Race), de Blake Edwards
- 1965: Boeing Boeing, de John Rich
- 1966: Not with My Wife, You Don't!, de Norman Panama
- 1967: No feu onades (Don't Make Waves), d'Alexander Mackendrick
- 1968: La llavor del diable (Rosemary's Baby), de Roman Polanski
- 1968: The Boston Strangler, de Richard Fleischer
- 1969: Monte Carlo or Bust, de Ken Annakin
- 1970: No es pot guanyar sempre
- 1975: El Comte de Montecristo (The Count of Monte-Cristo), de David Greene
- 1976: The Last Tycoon, de Elia Kazan
- 1976: Casanova and co, de Franz Antel
- 1978: The Bad News Bears Go To Japan, de John Berry
- 1979: Title Shot, de Les Rose
- 1980: El mirall trencat (The Mirror crack'd), de Guy Hamilton
- 1983: Brainwaves, de Ulli Lommel
- 1983: On és Parsifal? (Where is Parsifal?), de Henri Helman
- 1986: Balboa, de James Polakof
- 1989: Lobster Man from Mars, de Stanley Sheff
- 1993: The Mummy Lives, de Gerry O'Hara
- 1994: Naked in New York, de Daniel Algrant
- 1994: A Century Of Cinema, Caroline Thomas
- 1994: Un misteri d'en Perry Mason: el cas del governador enganyat (A Perry Mason Mystery: The Case of the Grimacing Governor), de Max Tash
- 1995: The Celluloid Closet, Rob Epstein i Jeffrey Friedman
- 1998: Louis & Frank, Alexandre Rockwell

### Sèrie de Televisió
- 1971: The Persuaders! (TV)
- 1975: McCoy
- 1978: Vegas
- 2005: 8 Senzill Rules
- 200?: CSI Las Vegas Episodis 5x24-25

## Premis i nominacions

### Nominacions
- 1958: BAFTA al millor actor estranger per Xantatge a Broadway
- 1959: Oscar al millor actor per Fugitius
- 1959: BAFTA al millor actor estranger per Fugitius
- 1959: Globus d'Or al millor actor dramàtic per Fugitius
- 1969: Globus d'Or al millor actor dramàtic per The Boston Strangler
- 1980: Primetime Emmy al millor actor en sèrie o especial per The Scarlett O'Hara War